# Amateur Athletic Federation of Islamic Republic of Iran
L’Amateur Athletic Federation of Islamic Republic of Iran (IRIAAF) est le nom anglais de la fédération d'athlétisme de l'Iran depuis la révolution islamique de 1979. Son siège est à Téhéran, dans le Shahid Keshvari Sports Complex. Son président est Seyed Mostafa Karimi.
Elle est affiliée à l'Association asiatique d'athlétisme et à l'IAAF depuis 1948.